# Justin Alkier
Justin Alkier (27 ottobre 1998) è un ex sciatore alpino canadese.

## Biografia
Specialista delle prove tecniche originario di Toronto e attivo dal dicembre del 2014, Alkier ha esordito in Nor-Am Cup il 26 novembre 2015 a Jackson in slalom speciale e in Coppa del Mondo il 26 gennaio 2021 a Schladming nella medesima specialità, in entrambi i casi senza completare la prova; ha conquistato il primo podio in Nor-Am Cup il 16 dicembre 2021 a Panorama ancora in slalom speciale (3º), l'unica vittoria il 15 dicembre 2022 a Beaver Creek nella medesima specialità e l'ultimo podio il 23 febbraio 2023 a Mont-Sainte-Marie in slalom gigante (3º). Ha preso per l'ultima volta il via in Coppa del Mondo il 3 marzo 2024 ad Aspen in slalom speciale, senza qualificarsi per la seconda manche (non ha portato a termine nessuna delle 13 gare del massimo circuito in cui ha preso il via) e si è ritirato al termine di quella stessa stagione 2023-2024: la sua ultima gara è stata lo slalom speciale di Nor-Am Cup disputata l'11 aprile a Panorama, chiusa da Alkier al 5º posto. Non ha preso parte a rassegne olimpiche o iridate.

## Palmarès

### Nor-Am Cup
- Miglior piazzamento in classifica generale: 4º nel 2023
- 4 podi:
  - 1 vittoria
  - 3 terzi posti

#### Nor-Am Cup - vittorie
| Data             | Località     | Paese       | Specialità |
| ---------------- | ------------ | ----------- | ---------- |
| 15 dicembre 2022 | Beaver Creek | Stati Uniti | SL         |

Legenda:

SL = slalom speciale

### Campionati canadesi
- 4 medaglie:
  - 1 oro (slalom gigante nel 2023)
  - 2 argenti (slalom gigante nel 2022; slalom speciale nel 2023)
  - 1 bronzo (slalom speciale nel 2021)